# Tiempo Nuevo
Tiempo Nuevo (dt.: Neue Zeit) ist eine Musikgruppe aus Chile. Sie gehörte zu der von Violeta Parra und ihrem Bruder Nicanor Parra in Chile mitbegründeten Bewegung des Nueva canción (übersetzt: Neues Lied).

## Geschichte

### Tiempo Nuevo bis 1973
Tiempo Nuevo formierte sich 1965 zuerst in Valparaiso als Gruppe der Música Popular. Der endgültige Name der Gruppe wurde ab 1969 bekannter, als die Musiker professionell zu arbeiten begannen. Im Wahlkampf von Salvador Allende und der Vereinigten Linken (Unidad Popular) um die Präsidentschaft Chiles war Tiempo Nuevo führend beteiligt, ebenso an den kulturellen Aktivitäten in der Zeit der Regierung der Unidad Popular. Die Gruppe stammte aus dem direkten Umfeld der Kommunistischen Partei Chiles, die Mitglied der Unidad Popular war, und ihres Vorsitzenden Luis Corvalán.
Vier Langspielplatten aus der Zeit der Unidad Popular fassen diese Arbeit von Tiempo Nuevo in Chile zusammen. Die Konzerte während der Zeit der Regierung der Vereinigten Linken sind nicht zu überblicken. Hinzu kam eine Vielzahl von Auftritte bei Massenveranstaltungen, auch im Radio und im Fernsehen. Damals führten auch umfangreiche Tourneen durch viele lateinamerikanische Länder und nach Europa. Von Tiempo Nuevo stammen Kompositionen zu chilenischen und lateinamerikanischen Filmen.
Mit dem Putsch veränderten sich auch für Tiempo Nuevo alle Bedingungen. Nach der Tötung von Salvador Allende übernahm eine Militärjunta die Macht und ernannte Pinochet zu ihrem Vorsitzenden. Die Lieder des Nueva Canción und ihre Interpreten galten den Militärs als Feinde ihrer Politik, so dass es eine der ersten Maßnahmen der Junta war, die typischen Instrumente des Nueva canción wie quena, zampoña, der charango oder dem Cajón zu verbieten. Auch Texte in indigenen Sprachen wurden verfolgt. Trotzdem blieb die Bewegung lebendig, und die Gruppen in Erinnerung.
Tiempo Nuevo, die von einer Tournee zurückkam, konnte noch am Flughafen in Santiago gewarnt werden. Ohne nach Hause zurückzukehren, führte die Flucht direkt über die Anden in das Nachbarland. Wochenlang suchte die Geheimpolizei des Generals Augusto Pinochet nach den Mitgliedern der populären Gruppe. Erste Station des lange anhaltenden Exils war Argentinien, wo in Buenos Aires als erste Reaktion auf den Putsch die LP Por Chile! Venceremos produziert wurde. Wie viele andere linke Künstler Chiles musste auch Tiempo Nuevo lange im politischen Exil verbleiben.

### Der Weg in das Exil und das Leben in der DDR
Der weitere Weg der Gruppe führte nach Europa und in die Deutsche Demokratische Republik. Der ehemalige Zahnarzt Roberto Rivera, vor 1973 Vorsitzender der Gesellschaft für Freundschaft zwischen der Chilenischen Republik und der DDR, fand in Deutschland eine neue Heimat. Er ist heute das einzige Gründungsmitglied der Gruppe, das noch mit Tiempo Nuevo aktiv ist. Die erste Zeit nach seiner glücklichen Flucht aus Chile 1973 verbrachte er in Chemnitz (Karl-Marx-Stadt), wo er auch seine heutige Lebensgefährtin, die Schauspielerin Cornelia Schmaus, kennenlernte. Später zog die Familie nach Berlin, wo sie heute noch leben.
Tiempo Nuevo schuf in den Jahren des Exils mehr als 100 Kompositionen, die von den Hoffnungen Lateinamerikas, den Gefühlen zum Heimatland Chile und dem Leben fern von der Heimat handeln. Auf mehreren Langspielplatten, die in den Niederlanden, der Schweiz, der Bundesrepublik Deutschland und Frankreich editiert wurden, hat Tiempo Nuevo sein künstlerisches Schaffen dokumentiert. In Chile selbst wurden in den Jahren der Diktatur Kassetten unter dem Namen „Ahora“ mit den Titeln der Gruppe verbreitet. Ahora Chileno ahora / Gerade jetzt Chilenen, gerade jetzt ist auch der Titel eines Liedes der Gruppe aus dem Jahr 1983 und auf einem gemeinsamen Sampler mit anderen chilenischen Gruppen wie Inti-Illimani erstmals veröffentlicht.
Tiempo Nuevo war ein fester Bestandteil der chilenischen Exilgemeinde in der DDR. Nach Schätzungen suchten mehr als 2.000 Chilenen Zuflucht in der Deutschen Demokratischen Republik. Sehr erfolgreich ist in Berlin bis heute eine Veranstaltungsreihe, die von der Gruppe initiiert und gestaltet wurde: die Peña. Tiempo Nuevo knüpft bei der Peña an eine künstlerische Begegnungsform an, die in Chile sowie anderen lateinamerikanischen Ländern eine große Tradition besitzt. In Berlin steht das Treffen von Kulturen im Mittelpunkt dieser Veranstaltung. Die ursprüngliche Bedeutung des Wortes ist: Fels, oder auch Stammtisch. Peñas sind in ganz Chile und durch das Exil demokratisch gesinnter Chilenen auch außerhalb Chiles weit verbreitet – Peñas werden allgemein mit Veranstaltungen der demokratischen und linken Bewegung in Verbindung gebracht. In Berlin fanden sie anfänglich in Weißensee statt, dann zog man nach Berlin-Marzahn in den Klub der Mittzwanziger (heute Springpfuhlhaus e.V.) um; noch heute finden solche Veranstaltungen in der Wabe im Berliner Prenzlauer Berg statt.
Die Gruppe trat mehrfach beim Festival des politischen Liedes in Ostberlin auf und unternahm nahezu ständig kleinere Tourneen durch die DDR. Die Konzerte fanden dabei meist vor vielen hundert Zuschauern in Jugendlagern und Betrieben statt. Auch in der Bundesrepublik hatte die Gruppe ein festes Umfeld. Mehrfache Auftritte bei Veranstaltungen der Friedensbewegung in den ausgehenden siebziger und beginnenden achtziger Jahren sowie bei der alternativen Buchmesse in Frankfurt/Main sind Beispiele dafür.
Tiempo Nuevo spielte in den Jahren des Exils bei zahlreichen Festivals und nahm an Radio- und Fernsehsendungen teil. Von Tiempo Nuevo stammt eine Vielzahl von Kompositionen für Theaterinszenierungen, unter anderem für Pablo Nerudas Glanz und Elend des Joaquín Murieta am Städtischen Theater Chemnitz und für Erinnerung an das Feuer an der Berliner Volksbühne, ebenso die Musik für eine Reihe von Spiel- und Fernsehfilmen.
Tourneen führten Tiempo Nuevo in viele europäische Länder, nach Moçambique und Argentinien. Zum Zeitpunkt des Plebiszits gegen die Diktatur des Generals Augusto Pinochet trat die Gruppe erstmals nach 15 Jahren Exil wieder in ihrer chilenischen Heimat auf. Von den Gründungsmitgliedern der Gruppe Tiempo Nuevo ist heute allein Roberto Rivera dabei, der musikalische Kopf der Gruppe. Die überwiegende Zahl der Texte, Kompositionen und Arrangements stammt aus seiner Feder.

### Tiempo Nuevo nach dem Ende der Diktatur in Chile
In den 1980er Jahren kam es zu noch geheimen Reisen nach Lateinamerika. Erste Auftritte führten Roberto Rivera, Alejandro Quintana und die Gruppe nach Argentinien. Das Programm Rumbo a la Libertad („Zielrichtung Freiheit“) mit Texten von Pablo Neruda entstand ursprünglich dafür. Dass die Gruppe nach 15 Jahren Exil bei der Rückkehr in das sich von der Militärdiktatur befreiende Land bevorzugt auf Texte des größten Dichters dieser Nation zurückgriff, wurde zu einem großen Erfolg. Die flammenden Worte des Nobelpreisträgers wurden in Verbindung mit Liedern der Gruppe zu einem Fanal für das „NEIN“ beim Plebiszit.
1989 entstand die Schallplattenproduktion Rumbo a la Libertad ... – Ich erkläre dir meine Liebe ..., die in Deutschland bei der Büchergilde Gutenberg in Frankfurt am Main erschien.

### Tiempo Nuevo heute
Noch heute finden sich in Teilen dieser Programme die Euphorie und Begeisterung dieser ersten Zeit nach der Rückkehr nach Chile wieder. In aktuellen Projekten wie dem Programm „Canto General – Pablo Neruda“, das Tiempo Nuevo gemeinsam mit Alejandro Quintana aufführt, zeigt sich dies besonders. Der Schauspieler und Regisseur begleitet die Musik der Gruppe dabei mit seinen in rezitativ-musikalischer Form gestalteten Texten.
Über die Jahre hat Tiempo Nuevo die Programme immer wieder aufgenommen, ergänzt und verändert. In den heutigen Fassungen sind sie ein Extrakt der gesamten bisherigen Arbeit der Gruppe und geben nicht nur den geschichtskritischen Charakter der Amerika-Hymnen des Canto General (Der Große Gesang) wieder, sondern reichen von Nerudas detailverliebten, animistischen und elementaren Oden bis zu den letzten Gedichten, mit denen er sich bis zur Jahrtausendwende vorausgetastet hatte. Die Lieder der Gruppe paraphrasieren, illustrieren und kommentieren sein lyrisches Werk und bilden so die musikalische Seele eines Programms, das zwischen gesprochenem Wort, „europäischen“ Harmonien und lateinamerikanischen Klangfarben und Rhythmen einen beinahe dramatisch zu nennenden Bogen spannt.
Tiempo Nuevo tritt oft mit anderen Künstlern auf. So arbeitet die Gruppe immer wieder eng mit Alejandro Quintana zusammen. Auch die Zusammenarbeit mit der Schauspielerin Cornelia Schmaus ist seit Jahren ein fester Bestandteil der Gruppenarbeit. Seit mehreren Jahren gibt es gemeinsame Auftritte mit Dichtungen aus verschiedenen Zeiten und Ländern in speziellen Arrangements.
Die Musik von Tiempo Nuevo setzt die bekannten Traditionen chilenischer und lateinamerikanischer Folklore – Vals, Cumbia, Corrido, Guaracha usw. – fort. Tiempo Nuevo suchte und fand für sich ein eigenes Profil und geht heute regelmäßig auf Tournee durch Deutschland, Europa und auch Lateinamerika.

## Aktuelle Programme der Gruppe
- Peña auf Tournee
- Pablo Neruda – Canto General
- Eduardo Galeano: Erinnerungen an das Feuer
- Die Oliven gedeihen – Der Krieg ist vorbei
- Lieder aus Lateinamerika